# Прапор Заозерного (Крим)
Пра́пор Заозерного — офіційний символ селища Заозерне. Прапор селища було затверджено 25 травня 2004 рішенням Заозерненської селищної ради. 

## Опис
Прямокутне полотнище із співвідношенням ширини до довжини як 2:3, що складається з трьох горизонтальних смуг: жовтої, зеленої та синьої (співвідношення їх ширин становлять 1:2:1). У центрі зеленої смуги — герб селища.